# Suregada nigricaulis
Suregada nigricaulis är en törelväxtart som beskrevs av Radcl.-sm.. Suregada nigricaulis ingår i släktet Suregada och familjen törelväxter. Inga underarter finns listade i Catalogue of Life.